# Tschuktschen

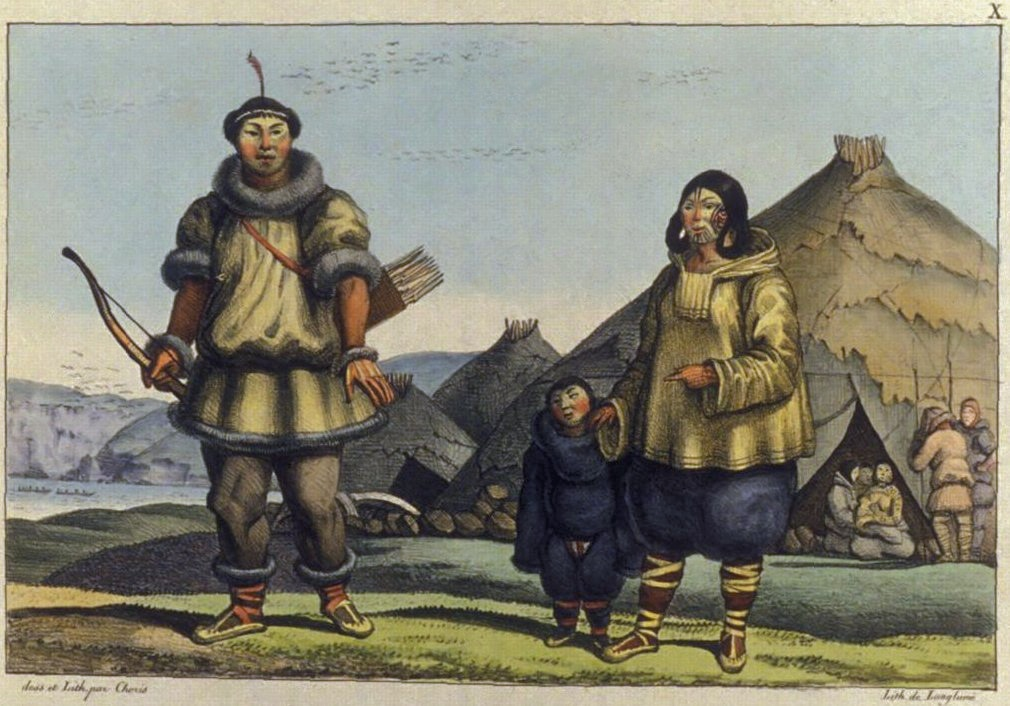
Darstellung einer tschuktschischen Familie von Ludwig Choris (1816)

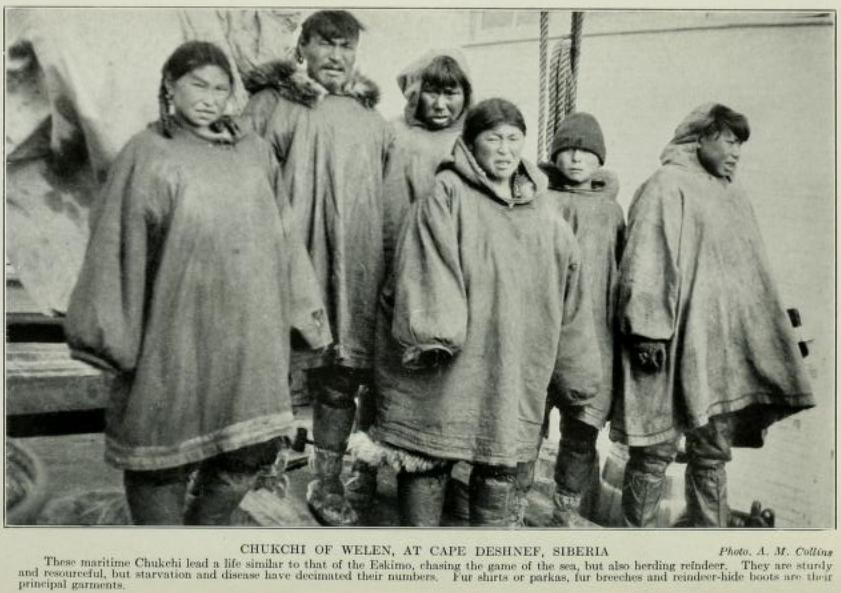
Einwohner der Siedlung Uelen 1913

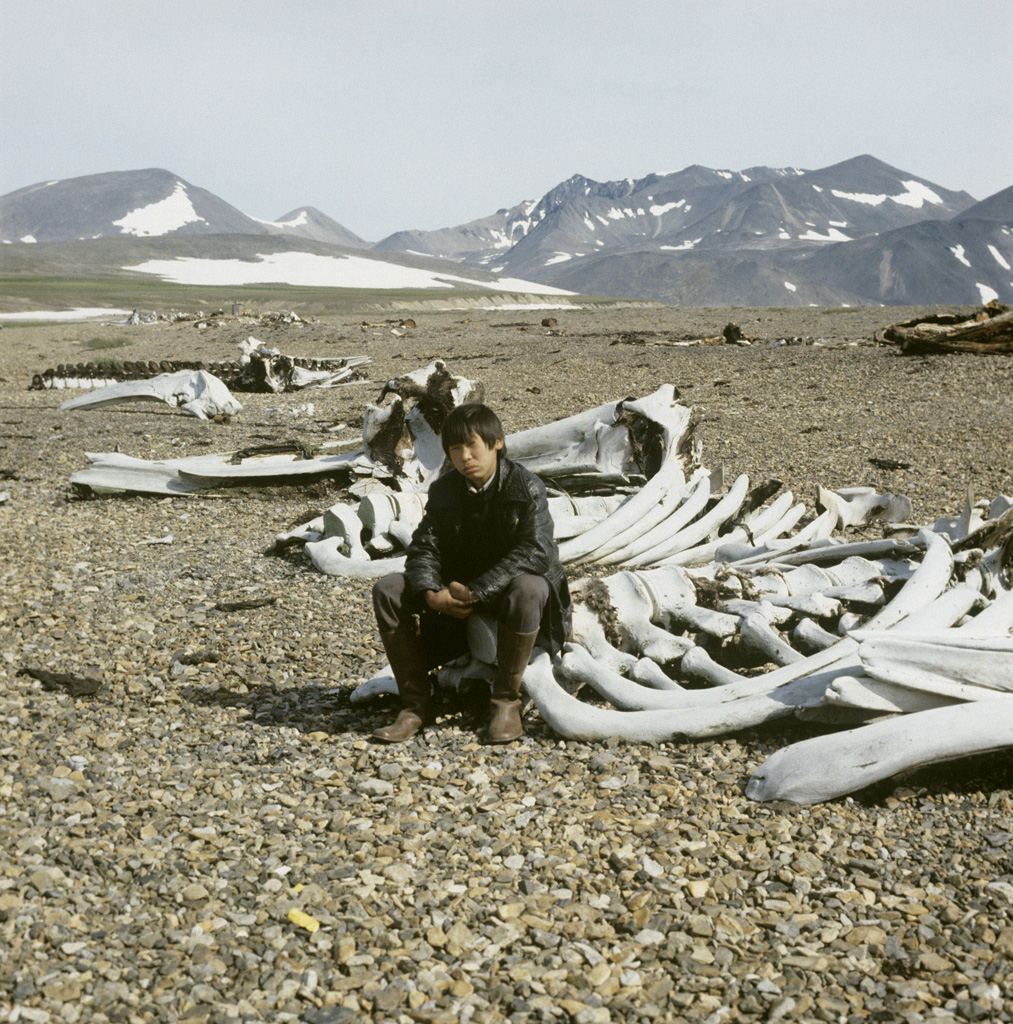
Junge an einem Walskelett 1982

Die Tschuktschen (auch Luoravetlanen, aus der Eigenbezeichnung ļyg’orawetļ’an 
[ˈɬəɣʔɔˈrawɛˌtɬʔan], dt. „echter Mensch“ (Singular) aus ļygi- „echt“ und ’orawetļ’an „Mensch“, russ. чукча „tschuktscha“) gehören zu den indigenen Völkern des russischen Fernen Ostens. 
Die Mehrzahl von ihnen lebt im Autonomen Kreis der Tschuktschen auf der Tschuktschen-Halbinsel. Einige leben aber auch in angrenzenden Gebieten.

## Sprache, Kultur und Religion
Insgesamt gibt es etwa 15.000 Tschuktschen. Davon sprechen noch etwa 10.000 die tschuktschische Sprache, eine paläosibirische Sprache. Das einzige im Deutschen bekannte Wort aus der tschuktschischen Sprache ist die Bezeichnung für eine Lachsart (tschuktsch. qetaqet) mit Namen Ketalachs (deutsch auch Hundslachs, lat. Oncorhynchus keta), von welcher der Ketakaviar gewonnen wird.
Traditionell leben die Inlands-Tschuktschen in der Tundra von der Rentierzucht mit großen Rentierherden, der Jagd und dem Fischfang („Rentiertschuktschen“, tschuktsch. cawcw [ˈsawsəw], daher vermutlich auch das russ. Wort Tschuktscha). Die an der Küste des Nordpolarmeeres und der Beringstraße lebenden Tschuktschen („Meerestschuktschen“) betreiben auch Jagd auf Meeressäuger wie Wale und Walrosse. Bekannt sind sie für ihre kunstvollen Schnitzereien aus Walrosselfenbein. Das Haus der Tschuktschen nennt man Jaranga (tschuktsch. яраӈа „Haus“).
Bis zur Christianisierung durch die Russisch-Orthodoxe Kirche (Beginn im 17. Jahrhundert, nennenswert jedoch erst ab Ende des 19. Jahrhunderts) war der sogenannte „klassische Schamanismus“ die ethnische Religion der Tschuktschen. Der Ethnologe Klaus E. Müller spricht hier von „Elementarschamanismus“ und meint damit die archaischste Form dieser spirituellen Praxis, die typisch für sibirische Ethnien war, bei denen die Jagd kulturell eine herausragende Rolle spielte. Bei den Tschuktschen existierte ein „Familienschamanismus“, denn jedes Familienmitglied musste mit Hilfe der Schamanentrommel den Geistern der geschlachteten Tiere zur Reinkarnation verhelfen. Auch Opferhandlungen lagen nicht allein in der Hand der Schamanen. Ihre Geisterbeschwörer konnten angeblich das Geschlecht wechseln. Es gab verschiedene Schamanen für Heilung, Prophetie, Bauchreden, Beschwörungen und Wetterzauber. Die zentrale Aufgabe war der Schutz vor bösen Geistern. Es gab überdies auch böswillige Schamanen.
Die Christianisierung hat bei vielen abgelegenen Völkern Sibiriens nur oberflächlich stattgefunden, so dass synkretistische Mischreligionen heute häufig sind. Die Tschuktschen gehören zu den Völkern, bei denen einige Leute nach wie vor der Tradition des Schamanismus folgen.
Ein in Russland und mittlerweile auch in Deutschland bekannter tschuktschischer Schriftsteller war Juri Rytcheu (russ. Юрий Рытхэу). Eine tschuktschische Dichterin war Antonina Kymytwal.

## Geschichte
Die Kolonisation der tschuktschischen Gebiete durch die Russen begann im 17. Jahrhundert. 1652 errichteten Kosaken ein Fort am Fluss Anadyr und unternahmen 1708 und 1711 Expeditionen in die Gebiete nördlich des Anadyrs. Die Tschuktschen verbündeten sich mit den Yupik und den Iñupiat der Insel Imaqliq. Nach erfolglosen Kämpfen gegen die Kosaken in den 1730er Jahren gelang es der vereinigten Streitmacht im Jahr 1747, die Kosaken zu schlagen. Katharina die Große ließ das Fort Anadyr 1766 räumen und erklärte Tschuktschen und Yupik zu Einheimischen, die nicht unter der vollständigen Kontrolle des Zarenreiches standen. So konnten die Tschuktschen zunächst souverän weiterleben.
Letztlich konnten sie der russischen Übermacht aber nichts entgegensetzen. Die Zahl der Tschuktschen wurde erheblich dezimiert. Zur Zeit der Sowjetunion fand dann eine Russifizierung und Sowjetisierung der Tschuktschen statt, die keine Rücksicht auf ihre traditionelle Kultur nahm. Der größte Teil der bis dahin nomadisch oder seminomadisch lebenden Tschuktschen wurde in festen Ortschaften angesiedelt, die Kinder lernten Russisch in der Schule, die Erwachsenen mussten bezahlter Arbeit in staatseigenen Betrieben nachgehen.

## Filme
- Wo Sibirien endet. Die Tschuktschen am Polarmeer, erschienen in Deutschland 2012, Regie: Rita Knobel-Ulrich
- Die Kinder des Wals, eine kritische Dokumentation des Fernsehsenders Arte, Frankreich 2007. Regie: Frédéric Tonolli